# Niederweningen
Niederweningen is een gemeente en plaats in het Zwitserse kanton Zürich, en maakt deel uit van het district Dielsdorf.

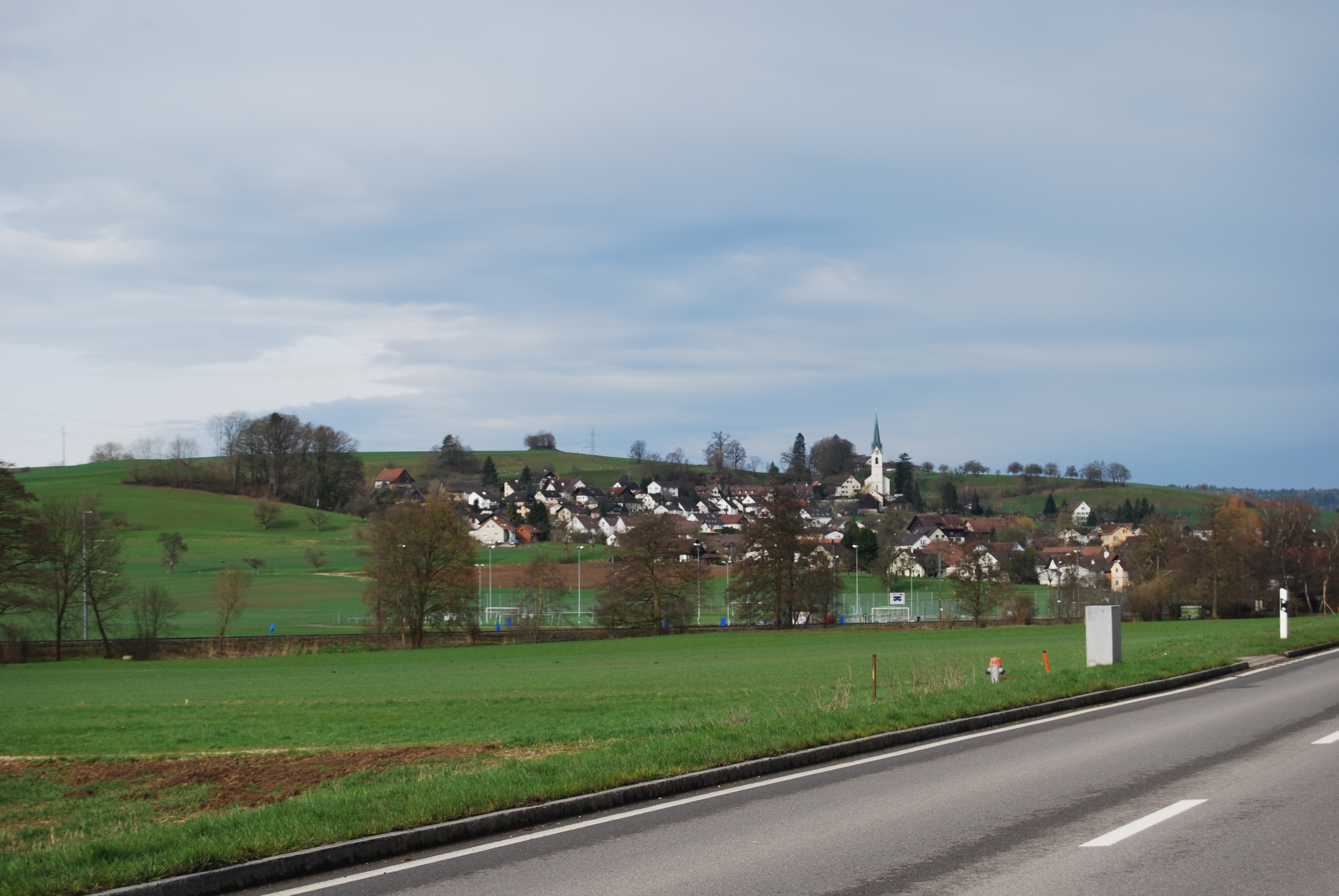
Niederweningen

Niederweningen telt 2450 inwoners.